# Elfenbenssvart

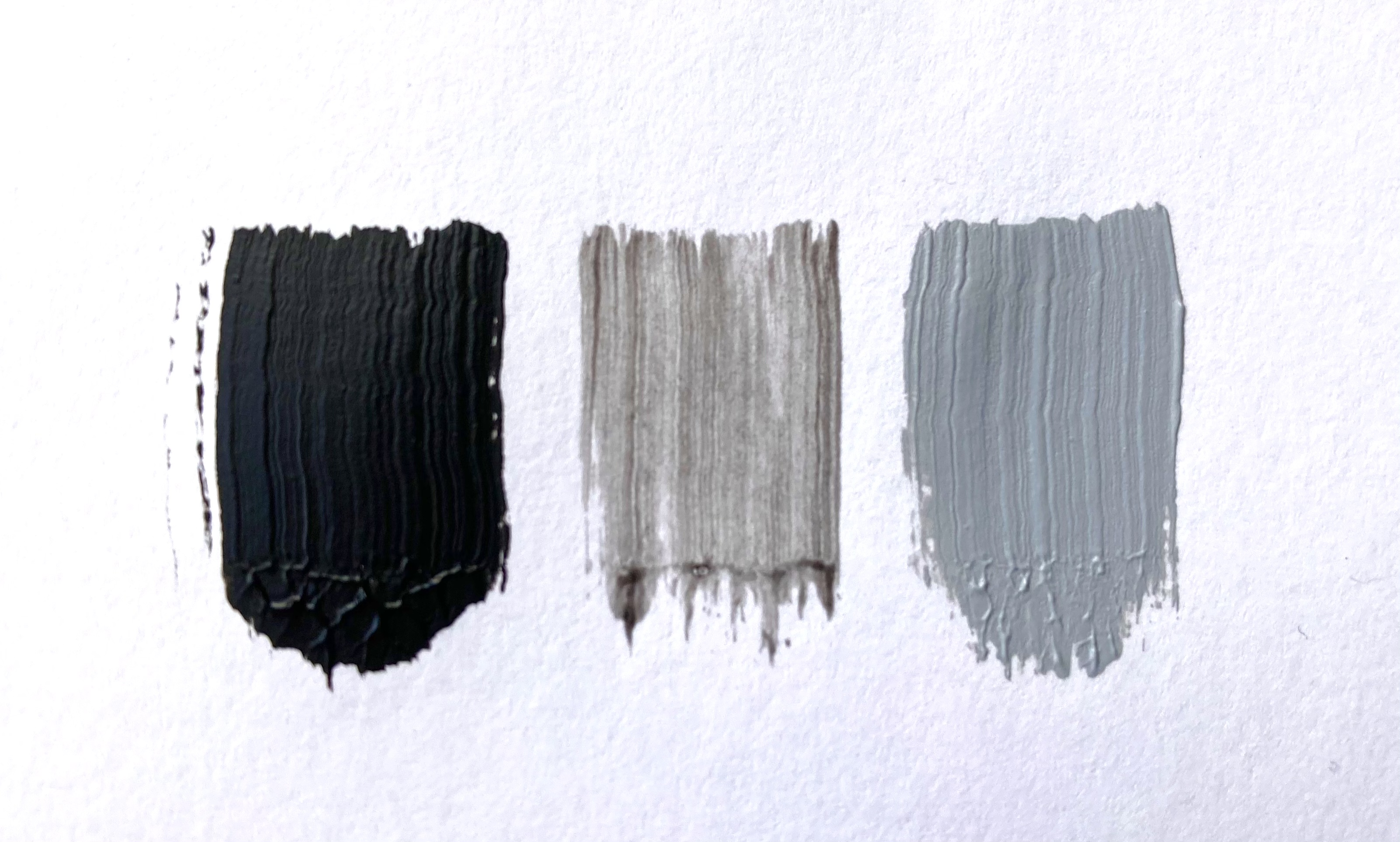
Akrylfärg med bensvart i masston (t.v.), underton (i mitten) och i blandning med titanvitt (t.h.).

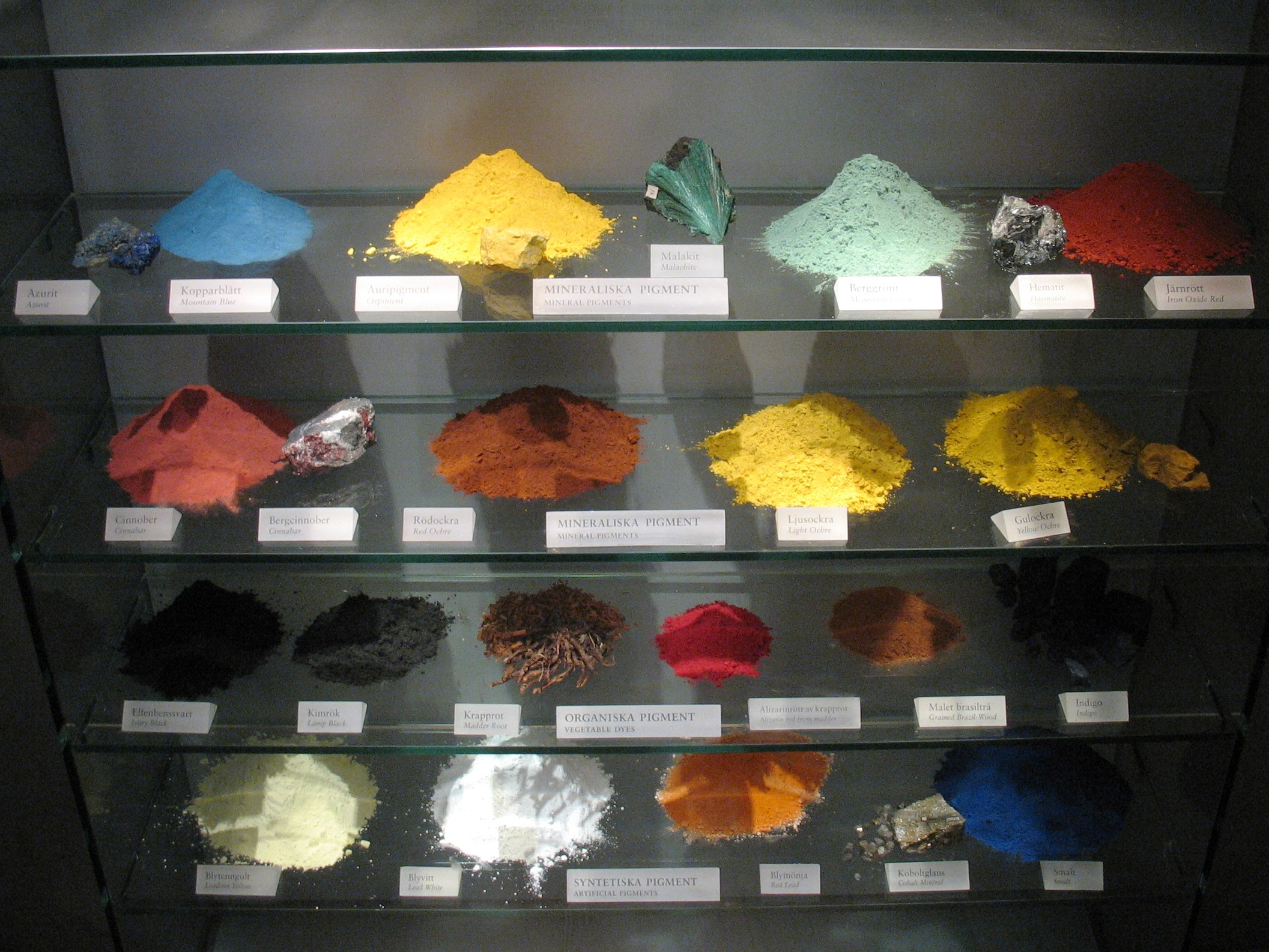
Färgpigment använda på regalskeppet Vasa, med elfenbenssvart näst längst ner, längst till vänster.

Elfenbenssvart är ett svart färgpigment som förr framställdes bland annat av brända elefantbetar. Numera är det bara kvar som ett annat namn för bensvart och tillverkas av vanliga djurben eller horn.
Pigmentet har traditionellt tillverkats genom upphettning av benmaterial i syrefri miljö, varefter det renats och pulvriserats till ett pigment. Bensvart innehåller cirka 10–20 procent kol, i övrigt till största delen kalciumfosfat, men viss mängd oförbränt organiskt material, hartser och metallföreningar kan ingå, och egenskaperna skiftar mellan olika tillverkare.
Bensvart är mer transparent än järnoxidsvart och carbon black, och passar därmed bättre än dessa för färgblandningar. Det är dock inte lika transparent som dess vegetabiliska motsvarighet, växtkolspigmenten.
Bensvart kan i sig självt dra antingen åt brunt eller blått, men som med andra svarta pigment ger inblandning av vitt pigment ofta en blåare ton. Anders Zorn undvek helst att använda blått färgpigment, och fick istället fram en rökblå färgton genom att blanda elfenbenssvart med zinkvitt.
Elfenbenssvart/bensvart har Colour Index-beteckning Pigment Black 9 (C.I. 77267).